# 雪 (地唄)
雪（ゆき）は、地歌、日本舞踊の演目。天明期の作品で、流石庵羽積の文句に峰崎勾当が曲を付したと言われている。上方地唄および地唄舞の代表的な作品。

## 地歌
近世邦楽・地歌の「雪」は18世紀後半に大阪で活躍した盲人音楽家、峰崎勾当作曲になる曲。地歌の中の「端歌物」に属する。ソセキという尼になった女性が、若い頃芸妓であった頃の恋を述懐するという内容で、冒頭、今は出家して清い境地にいることを「花も雪も払えば清き袂（たもと）かな」という文句で始まる。その中の「雪」を曲名としたもの。箏、胡弓、尺八の手付も行なわれていて、三曲合奏で行なわれることもある。また、のちに舞が振り付けられ、地唄舞としてもよく演じられる。その情緒纏綿とした曲調が、いかにも上方らしさを漂わせていることもあり、伝統芸能番組におけるアナウンサーを含む標準語圏で曲名の「雪」が発音される場合でも例外的に「ゆ」を高くする京阪式アクセントで発音される。曲の途中に、夜に響く鐘の音をあらわした三味線の合の手があり、雪を表現しているわけではないが、これが大変に美しく、その旋律断片は劇場三味線音楽にも取り入れられ、劇中、雪の場面を表す事にしばしば使われる（新内節・「蘭蝶」の雪の場面など）。また上方落語「立ち切れ線香」などのはめものにも使われている。
注意すべきは、この曲をはじめ、地唄舞として有名な他の作品においても、本来は純粋に音楽作品として作られたものであり、後世になって舞の振り付けが行われたという点で、その意味では歌舞伎舞踊とはまったく立場を異にするということである。

## 地唄舞
地歌「ゆき」に、後世舞を振り付けしたもの。男に捨てられ出家した芸妓が、雪の降る夜の一人寝に、浮世を思い出し涙する、という内容の艶物（つやもの）。大坂新地の芸妓ソセキが男に捨てられたのを慰めるためにつくったとも、ソセキが出家したという事件に取材したともいわれる。
武原はんの生涯の代表作として有名で、上方舞の曲目としてひろく知られるようになったのは彼女の名演によるところが大きい。白の着物に、白地の絹張りの傘、という演出方法も彼女が広めたものである（御高祖頭巾をかぶった尼の姿で演じられることもある）。独特の叙情的な色気のあふれる彼女の舞は、地歌になじみのうすい東京で「雪」の名を大いに高めた。日本画家・小倉遊亀は武原はんをモデルにした「雪」という絵を描いている。

## 歌詞
花も雪も 払へば清き袂かな

ほんに昔のむかしのことよ

わが待つ人も我を待ちけん

鴛鴦の雄鳥にもの思ひ

羽の凍る衾に鳴く音もさぞな

さなきだに心も遠き夜半の鐘

聞くも淋しきひとり寝の

枕に響く霰の音も

もしやといつそせきかねて

落つる涙のつららより

つらき命は惜しからねども

恋しき人は罪深く

思はぬことのかなしさに

捨てた憂き 捨てた憂き世の山葛